# Буров, Владимир Николаевич
Влади́мир Никола́евич Бу́ров (1931—2013) — советский и российский энтомолог, член-корреспондент Российской академии сельскохозяйственных наук, доктор биологических наук, профессор. Более 30 лет руководил отделом новых методов борьбы с вредителями сельскохозяйственных растений (в настоящее время — лаборатория регуляторов роста, развития и поведения насекомых) во Всероссийском (Всесоюзном) научно-исследовательском институте защиты растений (Ленинград, Санкт-Петербург), крупный организатор исследований в СССР по изучению закономерностей гормональной регуляции развития и размножения насекомых, изысканию путей искусственного управления этими процессами и применению новых биологически активных веществ в защите растений, признанный авторитет и координатор исследований в этой области в странах-членах ВПС МОББ (Восточнопалеарктическая секция Международной организации по биологической борьбе с вредными животными и растениями).

## Биография
Родился 8 декабря 1931 года в Ленинграде.
- 1949—1955 — студент биолого-почвенного факультета Ленинградского государственного университета, г. Ленинград
- 1959—1962 — аспирант ВНИИ защиты растений, г. Ленинград
- 1963—1966 — младший научный сотрудник лаборатории по изучению вредителей зерновых культур ВНИИ защиты растений
- 1966—1968 — старший научный сотрудник лаборатории по изучению вредителей зерновых культур ВНИИ защиты растений
- 1968 — руководитель проблемной лаборатории по вредной черепашке, возглавлял комплексную экспедицию ВИЗР по разработке системы защитных мероприятий от вредной черепашки в Сальских степях Ростовской области и в Ставропольском крае
- 1973 — руководитель лаборатории эндокринологических методов борьбы с вредителями растений и отдела новых методов борьбы с вредителями сельскохозяйственных растений ВНИИ защиты растений (с 1987 г. — отдел биологически активных веществ, с 1993 г. —лаборатория регуляторов роста, развития и поведения насекомых)
- 2003 — главный научный сотрудник ВНИИ защиты растений
- 1963 — кандидат биологических наук, диссертация по теме «Факторы, определяющие динамику численности и вредоносности остроголовых клопов в Северном Казахстане»
- 1976 — доктор биологических наук, диссертация по теме «Ювеноиды. Биологические предпосылки использования в защите растений»
- 1980 — профессор
- 1993 — член-корреспондент Российской академии сельскохозяйственных наук
- 2012 — почётный член Русского энтомологического общества[3][4][5].

Умер 11 марта 2013 года.

## Основные труды
Автор более 250 научных работ, 17 патентов и авторских свидетельств; его научное наследие продолжает использоваться в изучении вопросов химической экологии насекомых, в том числе входящих в перечень особо опасных вредных организмов.
- Буров В. Н. Гормональная регуляция развития насекомых, Труды ВЭО, Том 64, Наука,1983 г., 180 с.
- Буров В. Н., Сазонов А. П. Биологически активные вещества в защите растений. М., Агропромиздат. 1987, 198 с.
- Долженко В. И., Сухорученко Г. И., Танский В. И., Буров В. Н., Буркова Л. А., Васильев С. В., Митрофанов В. Б., Лысов А. К. Методические указания по регистрационным испытаниям инсектицидов, акарицидов, моллюскоцидов и родентицидов в сельском хозяйстве. СПб., 2004. 363 с.
- Одиноков В. Н., Буров В. Н., Куковинец О. С., Ишмуратов Г. Ю., Шамшев И. В., Селицкая О. Г., Зайнуллин Р. А. 2005. Семиохемики в защите зерна и продуктов его переработки от вредных насекомых. Уфа: Гилем, 232 с.
- Буров В. Н., Петрова М. О., Селицкая О. Г., Степанычева Е. А., Черменская Т. Д., Шамшев И. В. 2012. Индуцированная устойчивость растений к фитофагам. М.: Товарищество научных изданий КМК, 181 с.